# Institut for Matematik (Aarhus Universitet)
Institut for Matematik er et institut under Faculty of Natural Sciences ved Aarhus Universitet.

## Historie
Instituttet blev oprettet samtidig med Det Naturvidenskabelige Fakultet den 20. august 1954 (i sin tid under navnet Matematisk Institut), og blev i de første 17 år ledet af Svend Bundgaard. 
I dag ledes instituttet af Jacob Schach Møller.

## Uddannelser
Instituttet står for undervisning ved bachelor-, kandidat- og ph.d.-uddannelser i matematik, matematik-økonomi og statistik. I 2019 blev instituttets undervisning udvidet med bacheloruddannelsen i datavidenskab (uddannelse) på Aarhus Universitet.